# Abū Dharr al-Ghifārī
Jundub ibn Junāda (in arabo جُندب بن جَنادة‎?; ... – al-Rabadha, 652) è stato un Sahaba.

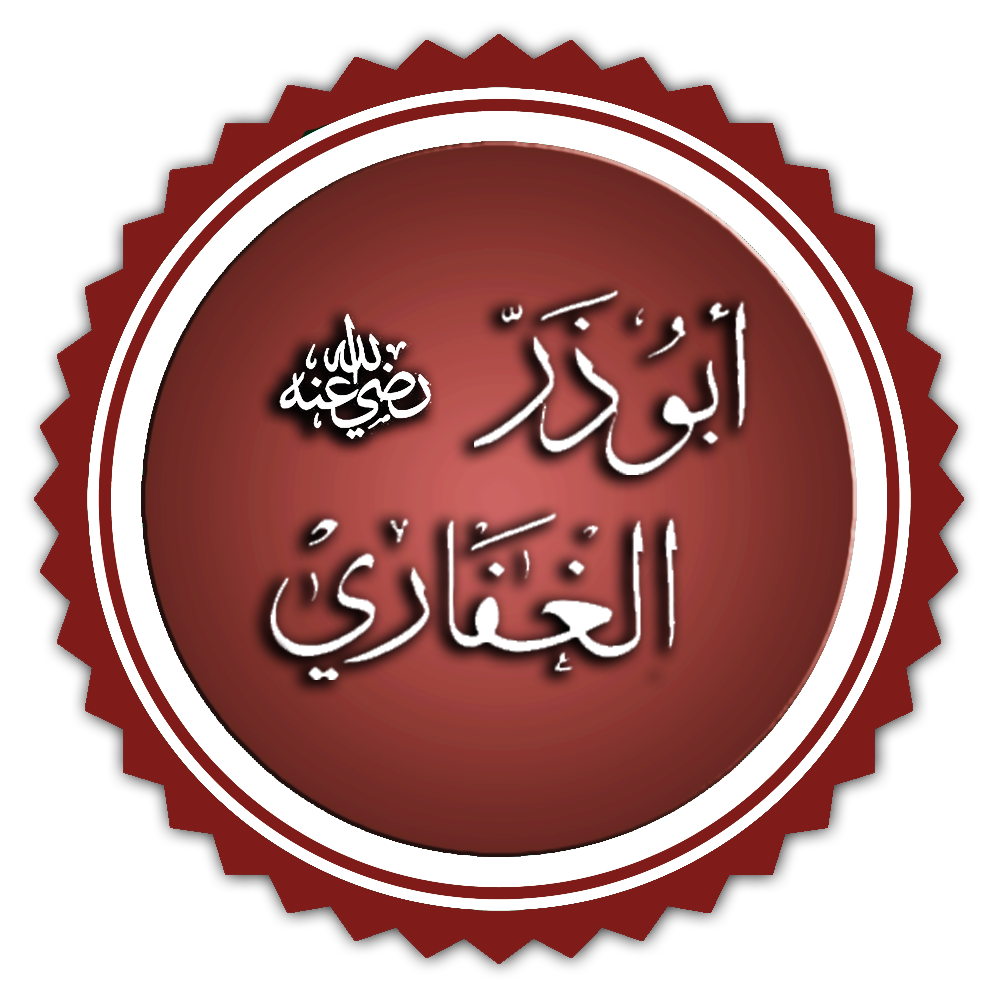

Abū Dharr al-Ghifārī al-Kinānī (in arabo أبو ذر الغفاري الكناني‎?) apparteneva alla tribù araba dei Banū Kināna e fece parte della prima ondata di Muhājirūn.

## Biografia
Alto di statura, snello e di capelli castani, di lui non si conosce luogo e data di nascita e neppure ciò che riguarda il periodo precedente alla sua incipiente conversione all'Islam. La sua tribù, dei Ghifār, costituiva una delle branche dei Kināna ed era stanziata nel settentrione della città della Mecca, e controllava il passaggio delle carovane, depredando quelle che non pagavano il pedaggio da essa preteso.
Abū Dharr sentì dire un giorno che qualcuno pretendeva di essere un profeta alla Mecca e, dopo aver mandato il fratello a informarsi ed essere rimasto insoddisfatto, si recò di persona per rendersi conto di come stessero le cose. ʿAlī, dopo averlo visto presso la Kaʿba nel corso di varie giornate, lo condusse da Maometto su sua richiesta e Abū Dharr recitò la shahāda davanti a lui, diventando così forse addirittura il quarto o il quinto tra i primi convertiti musulmani maschi (dopo Khadīja bt. Khuwaylid, Zayd b. Ḥāritha, Abū Bakr e ʿAlī b. Abī Ṭālib).
Dichiarò in seguito la sua fede al cospetto dei Quraysh, che lo colpirono duramente; al-ʿAbbās — lo zio paterno di Maometto — intervenne e ricordò ai Quraysh che erano i Banū Ghifār a controllare il passaggio delle carovane nella regione e che essi erano una potenziale minaccia incombente. La situazione si ripeté il giorno dopo.
Abū Dharr tornò in seguito nella propria tribù, ove professò la fede islamica e raggiunse più tardi il Profeta in occasione dell'Egira, diventando parte della cosiddetta Ahl al-ṣuffa, i devoti più zelanti tra i musulmani di Medina.
Nell'anno 9 dell'Egira (estate del 630), vi fu la spedizione di Tabuk. I Compagni del Profeta videro arrivare da lontano un uomo a piedi. Maometto allora disse che era Abū Dharr al-Ghifārī, e disse: «Che Allah abbia misericordia di Abū Dharr! È un solitario, viaggia da solo e sarà risuscitato da solo nel Giorno del Giudizio»
Quindi Abū Dharr spiegò che il suo dromedario aveva rifiutato di muoversi e, dal momento che la spedizione era partita, non gli era rimasto altro da fare che venire a piedi. Il Profeta gli preannunciò che per ogni passo fatto, Allah gli avrebbe perdonato un peccato.
Era molto apprezzato da Maometto per la sua religiosità, non esente da forme di ascetismo, e il Profeta una volta avrebbe detto: « Allah m'ha consigliato di amare quattro uomini, perché Lui stesso li ama: si tratta di ʿAlī, Miqdād, Abū Dharr e Salmān».
Trasferitosi in Siria, fu richiamato in Arabia da ʿUthmān b. ʿAffān su sollecitazione di Muʿāwiya, governatore di quella regione. Criticò severamente il terzo califfo e gli chiese di agire per un'equa redistribuzione delle ricchezze, tanto che alcuni lo giudicano come un antesignano del socialismo islamico.
Tramandò 281 tradizioni.